# Julius Tröger (Journalist)
Julius Tröger (* 1983 in Balingen) ist ein deutscher Journalist und Buchautor. Er arbeitet als Redakteur bei Zeit Online in Berlin.

## Leben
Seine berufliche Karriere begann Tröger beim Schwarzwälder Boten. Später arbeitete er als Redakteur bei Die Welt und der Berliner Morgenpost. Nachdem er beim Recherche-Netzwerk ProPublica und beim Guardian in New York hospitierte, gründete er das mehrfach national und international mit Journalistenpreisen ausgezeichnete Interaktiv-Team der Berliner Morgenpost. 2018 wechselte er als Head of Visual Journalism zu Zeit Online. Im selben Jahr erschien sein erstes Buch 1000 Kilometer Deutschland.

## Ehrungen und Auszeichnungen
- 2018: Malofiej International Infographics Award mit Christian Schlippes und dem Interaktiv-Team der Berliner Morgenpost in der Kategorie „Best of Show“ für Es war nicht immer der Osten[6]
- 2017: Online Journalism Award mit dem Interaktiv-Team der Berliner Morgenpost in der Kategorie „Sports, Medium Newsroom“ für Berlin-Marathon 2016 – So schnell läuft Ihre Stadt[7]
- 2017: Data Journalism Award mit dem Interaktiv-Team der Berliner Morgenpost in der Kategorie „Best Team Portfolio“[8]
- 2016: Nannen Preis mit dem Interaktiv-Team der Berliner Morgenpost in der Kategorie „Beste Web-Reportage“ für M29 – Berlins Buslinie der großen Unterschiede[9]
- 2016: Grimme Online Award mit dem Interaktiv-Team der Berliner Morgenpost in der Kategorie „Spezial“ für das Portfolio des Interaktiv-Teams[10]
- 2015: Deutscher Reporterpreis mit dem Interaktiv-Team der Berliner Morgenpost in der Kategorie „Datenjournalismus“ für M29 – Berlins Buslinie der großen Unterschiede[11]
- 2015: Deutscher Lokaljournalistenpreis mit dem Interaktiv-Team der Berliner Morgenpost in der Kategorie „Datenjournalismus“ für M29 – Berlins Buslinie der großen Unterschiede[12]
- 2014: Deutscher Reporterpreis mit Uta Keseling und dem Interaktiv-Team der Berliner Morgenpost in der Kategorie „Beste Webreportage“ für Die Narbe der Stadt[13]
- 2012: Axel-Springer-Preis mit Annika Bunse in der Kategorie „Internet“ für DDR-Flüsterwitze – Protest hinter vorgehaltener Hand
- dpa-Infografik-Award
- European Newspaper Award
- Society for News Design Medaille
- Information is Beautiful Awards[14]

## Veröffentlichungen
- Julius Tröger: 1000 Kilometer Deutschland. Daten, Fakten, Gegensätze auf der längsten Bahnstrecke. Rowohlt, Reinbek 2018, ISBN 978-3499633461.